# Бирон, Микаэль
Микаэ́ль Кристо́ф Биро́н (фр. Mickaël Christophe Biron; 26 августа 1997 Дюко, Мартиника) — мартиникский футболист, нападающий немецкого клуба «Нюрнберг» и сборной Мартиники.

## Карьера
Будучи выходцем из спортивной семьи, Микаэль Бирон сначала усердно занимался гандболом и даже был включён в сборную Мартиники по этому виду спорта. Он надеялся сделать карьеру в гандболе, но отец отговорил его от этого, побудив заняться футболом. Только в возрасте 15 лет он присоединился к футбольной команде из своего родного Дюко — «Нью Стар де Дюко», продолжая при этом заниматься гандболом.
Микаэль Бирон поведал в интервью, данном в марте 2021 года, о своём необычном пути с острова Мартиника в мир профессионального футбола Франции. После своего неудачного опыта сотрудничества с агентом в швейцарском чемпионате, который, взяв деньги, обманул его, Бирон чуть было не бросил футбол навсегда, чтобы стать мастером по ремонту кондиционеров.
В 2013 году Бирон был на просмотре в тренировочном центре французского клуба «Валансьен», который его в итоге не взял к себе. В течение трёх лет он оставался в Европе, выступая на любительском уровне в двух швейцарских клубах. Полагая, что ему не удасться достичь профессионального уровня, Бирон решил вернуться на Мартинику, где играть на местном любительском уровне. Параллельно он проходил курсы маляра. В июле 2018 года Бирон предпринял новую попытку, пройдя просмотр в клубе французской Лиги 2 «Аяччо», который также завершился безуспешно.
5 июля 2019 года, едва завершив выступление со своей сборной на Золотом кубке КОНКАКАФ, Бирон подписал контракт с французским клубом «Эпиналь», выступавшим тогда в Насьонале 2 (четвёртый дивизион в системе футбольных лиг Франции). При этом «Эпиналь» выбил в седьмом раунде Кубка Франции 2018/2019 мартиникскую команду «Голден Лион», за которую тогда выступал Бирон. При этом Бирон в том матче сравнял счёт на 93-й минуте, переведя противостояние в дополнительное время.
В сезоне 2019/2020 Бирон вместе с «Эпиналем» вышел в четвертьфинал Кубка Франции, в частности, выбив «Лилль». Марииникский нападающий отметился двумя голами в том турнире (в ворота «Сошо» и «Мюлуза»). «Эпиналь» в итоге уступил в четвертьфинале «Сент-Этьену» на стадионе Марсель Пико (домашней арене «Нанси») в присутствии 14 000 зрителей.
Таким образом, Кубок Франции стал для Бирона соревнованием, которое позволило ему постепенно подняться до профессионального уровня. Так он сам об этом говорил:
Кубок Франции — лучший способ привлечь к себе внимание, когда играешь на Мартинике. Профессиональные клубы, которые приезжают смотреть игроков, интересуются только 13 или 14-летними. Когда тебе 18 лет, это сложнее.
Летом 2020 года, благодаря своему успешному выступлению в Кубке Франции, Бирон подписал двухлетний контракт с клубом французской Лиги 2 «Нанси». Таким образом, он перешёл из статуса игрока-любителя в статус профессионального игрока в возрасте 22 лет.
Уже спустя несколько недель в новом клубе, Бирон сумел завоевать там место в стартовом составе. 29 августа 2020 года он забил свой первый гол в рамках Лиги 2, на 63-й минуте сравняв счёт в домашнем поединке против «Генгама». Спустя шесть минут Бирон и вовсе вывел свою команду вперёд, оформив дубль. 27 февраля 2021 года, в гостевом матче с «Шатору», он стал автором хет-трика, а также результативной передачи. Свой первый профессиональный сезон Бирон завершил, став лучшим бомбардиром своей команды с 12 голами и двумя результативными передачами. Этот показатель позволил ему занять седьмое место в списке лучших бомбардиров Лиги 2 сезона 2020/2021. По итогам сезона болельщики «Нанси» признали Бирона лучшим игроком сезона в своей команде.
2 июля 2021 года Бирон перешёл из «Нанси» в бельгийский «Остенде», заключив с последним четырёхлетний контракт, и сразу после этого был отдан в аренду «Нанси» на два сезона. Оба клуба принадлежат Pacific Media Group и эта сделка была заключена, чтобы поправить финсновое положение «Нанси». В сезоне 2021/2022 «Нанси» играл роль аутсайдера в чемпионате, в итоге заняв последнее место. Бирон отметился семью голами в Лиге, в том числе хет-триком в гостевом поединке против «Ньора».
16 июля 2022 года Бирон подписал трёхлетний контракт с бельгийским РВДМ47, игравшим тогда в Челленджер Про Лиге (второй по значимости дивизион в системе бельгийских футбольных лиг). По итогам сезона 2022/2023 этот клуб впервые в своей короткой истории сумел добиться выхода в Про-лигу. При этом Бирон с 16 забитыми голами стал его лучшим бомбардиром и вторым в турнире.

## Статистика

### Клубная
| Клуб        | Сезон   | Лига | Лига | Кубки | Кубки | Итого | Итого |
| Клуб        | Сезон   | Игры | Голы | Игры  | Голы  | Игры  | Голы  |
| ----------- | ------- | ---- | ---- | ----- | ----- | ----- | ----- |
| Голден Лион | 2018/19 | —    | —    | 1     | 1     | 1     | 1     |
| САС Эпиналь | 2019/20 | 16   | 3    | 6     | 2     | 22    | 5     |
| Нанси       | 2020/21 | 31   | 12   | 0     | 0     | 31    | 12    |
| Нанси       | 2021/22 | 31   | 7    | 3     | 1     | 34    | 8     |
| РВДМ47      | 2022/23 | 27   | 16   | 2     | 0     | 29    | 16    |
| РВДМ47      | 2023/24 | 1    | 0    | 0     | 0     | 1     | 0     |

### В сборной
| Матчи и голы Микаэля Бирона за сборную Мартиники | Матчи и голы Микаэля Бирона за сборную Мартиники | Матчи и голы Микаэля Бирона за сборную Мартиники | Матчи и голы Микаэля Бирона за сборную Мартиники | Матчи и голы Микаэля Бирона за сборную Мартиники | Матчи и голы Микаэля Бирона за сборную Мартиники | Матчи и голы Микаэля Бирона за сборную Мартиники  |
| №                                                | Дата                                             | Место проведения                                 | Соперник                                         | Счёт                                             | Голы                                             | Соревнование                                      |
| ------------------------------------------------ | ------------------------------------------------ | ------------------------------------------------ | ------------------------------------------------ | ------------------------------------------------ | ------------------------------------------------ | ------------------------------------------------- |
| 1                                                | 13 октября 2018                                  | Стад Пьер-Аликер, Фор-де-Франс                   | Французская Гвиана                               | 3:0                                              | 2                                                | товарищеский матч                                 |
| 2                                                | 5 июня 2018                                      | Хуан Рамон Лоубриэль, Баямон                     | Пуэрто-Рико                                      | 1:0                                              | —                                                | Лига наций КОНКАКАФ 2019/2020 (отборочный турнир) |
| 3                                                | 16 октября 2018                                  | Стад Пьер-Аликер, Фор-де-Франс                   | Британские Виргинские Острова                    | 4:0                                              | 2                                                | Лига наций КОНКАКАФ 2019/2020 (отборочный турнир) |
| 4                                                | 19 ноября 2018                                   | Стад Пьер-Аликер, Фор-де-Франс                   | Антигуа и Барбуда                                | 4:2                                              | —                                                | Лига наций КОНКАКАФ 2019/2020 (отборочный турнир) |
| 5                                                | 23 марта 2019                                    | Стад Рене Серж Набажо, Лез-Абим                  | Гваделупа                                        | 1:0                                              | —                                                | Лига наций КОНКАКАФ 2019/2020 (отборочный турнир) |
| 6                                                | 15 июня 2019                                     | Роуз Боул, Пасадина                              | Канада                                           | 0:4                                              | —                                                | Золотой кубок КОНКАКАФ 2019                       |
| 7                                                | 19 июня 2019                                     | Бронкос Стэдиум эт Майл Хай, Денвер              | Куба                                             | 3:0                                              | —                                                | Золотой кубок КОНКАКАФ 2019                       |
| 8                                                | 13 октября 2019                                  | Олимпико Метрополитано, Сан-Педро-Сула           | Гондурас                                         | 0:1                                              |                                                  | Лига наций КОНКАКАФ 2019/2020 (Лига A)            |
| 9                                                | 26 марта 2022                                    | Стад Робер-Бобен, Бондуфль                       | Гваделупа                                        | 4:3                                              | 2                                                | товарищеский матч                                 |
| 10                                               | 5 июня 2022                                      | Национальный стадион, Сан-Хосе                   | Коста-Рика                                       | 0:2                                              | —                                                | Лига наций КОНКАКАФ 2022/2023 (Лига A)            |
| 11                                               | 9 июня 2022                                      | Роммель Фернандес, Фор-де-Франс                  | Панама                                           | 0:5                                              | —                                                | Лига наций КОНКАКАФ 2022/2023 (Лига A)            |
| 12                                               | 12 июня 2022                                     | Стад Пьер-Аликер, Фор-де-Франс                   | Панама                                           | 0:0                                              | —                                                | Лига наций КОНКАКАФ 2022/2023 (Лига A)            |
| 13                                               | 25 марта 2023                                    | Стад Пьер-Аликер, Фор-де-Франс                   | Коста-Рика                                       | 1:2                                              | 1                                                | Лига наций КОНКАКАФ 2022/2023 (Лига A)            |

Итого: 13 матчей / 7 голов;.